# Taito Egret II
La Taito Egret II (イーグレットII) est une borne d'arcade conçu par Taito. Elle est sortie dans les salles d'arcade japonaises en 1996 et succède à la borne d'arcade Taito Egret 29, alors âgée de 2 ans.

## Caractéristiques techniques
- Nom : EGRET II
- Année : 1996
- Dimensions : 750 × 903 × 1 450 mm (1 765 mm avec le marquee[2])
- Écran : Nanao MS9-29A - Fréquence: 15 Khz / 24 Khz
- Taille de l'écran : 29"
- Câblage : JAMMA
- Poids : 102 kg
- Consommation : 125 W